# Pritchardia forbesiana
Pritchardia forbesiana är en enhjärtbladig växtart som beskrevs av Joseph Rock. Pritchardia forbesiana ingår i släktet Pritchardia och familjen Arecaceae. Inga underarter finns listade i Catalogue of Life.